# Garsa verda comuna
La garsa verda comuna (Cissa chinensis; protònim: Coracias chinensis) és una espècie d'ocell del gènere Cissa. Sol ser aproximadament de la mida d'un gaig (entre 37 i 39 cm i 120–133 grams de pes) i presenta coloracions verdoses -pot arribar a ser turquesa en captivitat-, amb tonalitats més clares al pit i ventre. Es troba des de l'Himàlaia fins a Borneo, inclosa la major part del sud-est asiàtic.

## Taxonomia
L'espècie va ser descrita per Boddaert l'any 1783, a partir d'un exemplar descrit a la zona de l'actual Myanmar. S'han reconegut fins a cinc subespècies diferents:
- C. c. chinensis (Boddaert, 1783). Coneguda com a garsa verda comuna, viu a l'Himàlaia, des d'Uttarakhand fins al nord-est de l'Índia (Arunachal Pradesh), així com a Bangladesh, Myanmar, la Xina (Yunnan i Guangxi), Tailàndia, Laos i el Vietnam.
- C. c. klossi Delacour & Jabouille, 1924. Viu a Annam (Vietnam) i el centre de Laos.
- C. c. robinsoni Ogilvie-Grant, 1906. Localitzada a l'extrem sud-oest de Tailàndia i a la Península de Birmània.
- C. c. minor Cabanis, 1851. Habita les illes de Sumatra i Borneo.
- C. c. margaritae Robinson & Kloss, 1919. Coneguda com a garsa verda de corona groga, ha estat descrita al mont Langbian, al sud d'Annam, Vietnam.

## Característiques
La garsa verda comuna presenta les parts superiors del cos de color verd maragda intens i les parts inferiors d'un color verd més pàl·lid; les ales són de color marró vermellós i presenta una franja que s'estén des del bec fins als ulls i després fins al clatell; la cua és llarga i presenta l'extrem de color blanc. Les vores dels ulls, el bec i les potes són de collor vermell intens. Es diferencia d'altres espècies del mateix gènere com ara C. hypoleuca (garsa d'Indoxina); C. thalassina (garsa verda de Java) i C. jefferyi (garsa verda de Borneo) per la seva cua notablement més llarga i per presentar les parts inferiors verdes en comptes de grogues. Les plomes verdes de la garsa verda comuna presentaran colors aturquesats si s'exposen al Sol amb freqüència; això es deu al fet que la coloració del plomatge es deu a dos factors: una estructura especial de plomes que produeix color blau (coneguda com a esquemocromes) i la presència de carotenoides grocs que provenen de la dieta de les aus. Les garses que viuen en captivitat i aquelles que s'han exposat llargs períodes al Sol, presentaran colors més blavosos a conseqüència de la destrucció dels carotenoides.

## Hàbits i hàbitat
La garsa verda comuna és un depredador de nius que es troba en boscos tropicals sempreverds de la zona Indomalaia. Es creu que pot estar afectant l'èxit reproductiu d'altres espècies d'aus que fan els nius en la zona de distribució de la garsa verda. És una au bàsicament carnívora; la seva dieta inclou escarabats (Coleoptera), grills (Orthoptera), màntids (Mantidae), granotes petites, serps o llangardaixos.

## Conservació
Aquesta espècie presenta una distribució geogràfica extremadament gran, i malgrat que no s'ha quantificat la població total, es creu pot estar disminuint. La disminució d'exemplars no és prou ràpida ni massiva per a ser preocupant; això sumat a la gran distribució geogràfica fa que es pugui classificar l'espècie com a espècie fora de perill o de menor preocupació.